# Antoine Spire
Antoine Spire (n. 31 martie 1946, Paris, Franța) este un jurnalist francez.
A fost director al Departamentului de Cercetare în Științe Umane de la Institut National du Cancer⁠(d) („Institut national du cancer”).
De asemenea, este facilitator și coordonator de conferințe și întâlniri culturale naționale. Este consilier editorial pentru ziarele Le Monde și Le Monde de l'éducation, jurnalist pentru La Vie și contribuie la mai multe publicații ale asociației.
Autor de cărți, a contribuit, de asemenea, la numeroase lucrări de popularizare create în colaborare cu intelectuali precum Pierre Bourdieu, Jacques Derrida, George Steiner și Edgar Morin.
Antoine Spire a absolvit HEC Paris.